# Денисенко Василь Семенович
Василь Семенович Денисенко  (нар. 22 березня (4 квітня) 1896, Великий Токмак Бердянського повіту — пом.4 серпня 1964, Київ)— історик та етнограф, належав до наукової школи М. С. Грушевського. Вивчав українську обрядність, побут та фольклор ханти, ненців і комі.

## Життєпис
Походив з селянської родини, яка жила у північно-східній частині містечка, на лівому боці річки Токмачки — тоді ця окраїна називалася Причепилівка (зараз вул. Короленка). Його батько Семен Павлович помер у рік його народження, залишивши сиротами багатодітну сім'ю, i мати Василя − Олександра Герасимівна (уродж. Грюкач) удруге вийшла заміж за такого ж багатодітного вдівця Онисима Кавуна. У дитинстві Василь наймався на літній час до багатих німців-колоністів, а коли старші брати пішли працювати на промислові підприємства, вступив до гімназії в Санкт-Петербурзі, яку закінчив 1915 р.
Протягом 1915 − 1917 рр. служив писарем у війську у Симбірську (згідно з автобіографією, до війська призивався вже як студент І курсу). За родинними переказами, у 1917 − 1918 рр. служив в одному з підрозділів Українських Січових Стрільців.
З 1919 р. навчався на слов'яно-українському відділі історико-філологічного факультету Київського українського державного університету, а після його реорганізації у 1920 р. — на літературно-лінгвістичному відділі факультету профосвіти Вищого інституту народної освіти ім. М. Драгоманова (тепер Київський Національний Університет ім. Т.Шевченка) і 1923 р. закінчив його повний курс, отримавши фах викладача мов і літератури. Одночасно слухав лекції у Київському археологічному інституті (не закінчив його, бо інститут у 1924 р. був розформований). Володів французькою, німецькою, польською, сербською і болгарською мовами. Протягом 1921 − 1925 рр. викладав мову та літературу в навчальних закладах Києва: 1921-25 рр. переважно у трудових школах (№ 46 і 84, 86) та робфаках (Кооперативного інституту та Інституту народного господарства), а протягом 1925 − 1933 рр. — у вузах, зокрема, вів факультативний курс «Історія техніки» в Академії постачання ім. Сталіна. Одночасно з викладацькою роботою у 1927 − 1930 рр. був аспірантом відділу примітивної культури й народної творчості в очолюваній акад. Михайлом Грушевським Науково-дослідній кафедрі історії України при Всеукраїнській Академії Наук.
Підготував кілька наукових праць, зокрема, на теми похоронної обрядовості східних слов'ян і весільної обрядовості в Україні, у 1926—1929 рр. надрукував 4 рецензії та наукову розвідку в часопису «Первісне громадянство». У липні 1930 р. за керівництва Михайла та Катерини Грушевських захистив промоційну роботу (кандидатську дисертацію) на тему: «Похоронні й поминальні трапезування в комплексі заходів колективу у випадку смерті члена громади». Після ліквідації кафедри у 1931—1933 рр. працював асистентом, а згодом науковим співробітником Культурно-історичної комісії Всеукраїнській Академії Наук.
Перебуваючи в тісній науковій співпраці з Михайлом Грушевським, Василь Денисенко був частим гостем у Домі Грушевських, дружив з істориком Сергієм Шамраєм — небожем Грушевського, а 1925 р. охрестив його доньку Вікторію Шамрай. Десь наприкінці 1920-х рр. Василь Семенович одружився з Марією Іванівною Безручко (1903 − 1955) — близькою родичкою Марка Даниловича Безручка — відомого полководця, генерал-хорунжого Армії Української Народної Республіки, уродженця м. Токмака. Марія Іванівна закінчила гімназію у Бердянську, в 1920-х роках — консерваторію у Києві, викладала музику в загальноосвітній школі і решту життя заробляла, даючи приватні уроки гри на фортепіано. У 1930 р. в них народився син Ігор. Родина мешкала на вул. Володимирській, 79-б.
Але за тогочасних умов успішна наукова кар'єра і сімейне щастя Василеві Денисенку не судилось. Історична наука була оголошена «фронтом», почалось масоване шельмування «українських буржуазних» учених, протягом 1929−1933 рр. перестали існувати створені Михайлом Грушевським Історичні установи, почались арешти його співробітників і учнів. Відомо, що після арешту Михайла Сергійовича у березні 1931 р. та його вимушеного перебування в Москві Василь Семенович підтримував зв'язки з ученим. Зокрема, як видно з оперативного листування ДПУ УСРР від 10 вересня 1932 р., Василь Денисенко намагався поінформувати Михайла Грушевського про голодомор в Україні − він хотів, як доповідав «сексот», «сказать, что на Украине царит настоящий голод, вымирают целые села и уезды, особенно подчеркнуть ужасающую смертность среди детей. Пояснить это, как политику, направленную на то, чтобы окончательно сломить украинскую нацию, как единственную национальную силу, способную на серьезные сопротивления. Одни вымрут, другие рассеются по бесконечным пространствам России». Ця трагедія українського народу не обминула родину Денисенків: 1933 р. в Токмаку померли мати Василя Семеновича — Олександра Герасимівна Денисенко і мати дружини — Ксенія Федорівна Безручко.
У 1933 р., під час чергового витка політичних чисток, В. С. Денисенка було звільнено з ВУАН як учня М. Грушевського, який «стояв … на класово-ворожих позиціях» разом з багатьма іншими співробітниками. Щоб уникнути репресій, на початку 1934 р. він виїхав на Крайню Північ в Остяко-Вогульський національний округ (з 1940 р. − Ханти-Мансійський національний округ), і в березні 1934 р. Комітетом Півночі при Президії ВЦВК СРСР був направлений на Казимську культбазу на посаду завідувача краєзнавчого пункту. Працював там по серпень 1936 р. Вивчивши хантийську й ненецьку мови, як дослідик проводив численні етнографічні роботи, значно поповнив колекції музею культбази. Обстежував священне в остяків озеро Нумто, верхів'я річок Хетта и Надим, течію річки Казим. Василь Денисенко, фактично, керував етнографічними дослідженнями в Березівському районі, на початку 1935 р. організував проведення районної конференції краєзнавців. Протягом 1936—1938 рр. він працював у Казимській експедиції. У 1939 − 1944 рр. був директором Салехардського окружного заполярного музею, у 1941 − 1944 рр. − головою окружного лекційного бюро. Був автором понад 100 газетних і журнальних публікацій про життя на Далекій Півночі. Мешкав у Салехарді на вул. Ненецькій, 24. Перебуваючи далеко від України, Василь Семенович намагався підтримувати зв΄язки з родиною. Влітку 1937 року він приїхав до родини в Київ і, за спогадами сина Ігоря, того ж дня ввечері від'їхав назад. По нього прийшли лише вночі, і та кількагодинна затримка енкаведистів врятувала йому життя. У родині Денисенків вважали, що попередив про небезпеку його добрий товариш Максим Рильський, який в їхній пам'яті назавжди залишився янголом-охоронцем.
Василь Денисенко зміг повернутись до Києва лише 1944 р., за сприяння Максима Рильського. Попередній шлюб уже, фактично, розпався і він невдовзі оселився в Домі Грушевських на Паньківській вулиці № 9, ставши чоловіком Ольги Вікторівни (уродж. Шамраєва; 1898−1955) — небоги Михайла Грушевського, сестри його померлого на Колимі друга Сергія Шамрая. Працював старшим науковим співробітником в Інституті мистецтвознавства, фольклористики та етнографії (1944−1947; у 1945−1946 рр. виконував обов'язки вченого секретаря) та в Інституті художньої промисловості Академії архітектури УРСР (1947−1948).
У зв'язку з тим, що 1948 р. у справі ОУН був засуджений син Василя Семеновича Ігор Денисенко, вчений, аби уникнути нових гонінь, був змушений знову залишити Україну. В 1948−1949 рр. він працював у м. Кизил директором і старшим науковим співробітником Тувинського обласного краєзнавчого музею (як згодом вимушено писав в автобіографії, «выехал, имея в виду выяснить некоторые вопросы миграции алтайских народов в связи с историей ненецкого народа».
Але невдовзі повернувся в Україну: спершу до Миколаєва, на посаду старшого наукового співробітника Обласного історичного музею (1949−1950), а потім і до Києва, де влаштувався старшим лаборантом Київського університету (1950−1952). Вийшовши на пенсію, продовжував дослідження з етнографії українців, росіян (за автобіографією − «этнография в произведениях Чернышевского») та народів Півночі, яким присвятив книжку «На далекій Півночі». Також за зібраними у Сибіру матеріалами працював над повістю «Ваулі Ненянг» — про легендарного ненецького народного героя середини ХІХ ст.
У 1955 р. Василь Денисенко овдовів. Він залишався жити в помешканні Ольги Вікторівни, серед сюрреалістичного поєднання вишуканих меблів і творів мистецтва з убогим побутом радянської «комуналки», на яку з кінця 1930-х рр. був перетворений Будинок Грушевських — у минулому один з найважливіших осередків українського життя в Києві. Його самотність 1958 р. розділив син Ігор, повернувшись з колимських концтаборів.
Незадовго до смерті Василь Семенович клопотався щодо реабілітації Катерини Грушевської та Сергія Шамрая, інших діячів української науки і культури, видання творів поета-емігранта Олександра Олеся. Помер після тривалої хвороби і був похований на столичному Байковому кладовищі. Василеві Денисенку пощастило: він був чи не єдиним з нерепресованих представників «київської школи» академіка М. С. Грушевського.

## Сім'я
- Дружина: Безручко (Денисенко) Марія Іванівна — викладач музики. Племіниця генерал-хорунжого Армії УНР М. Д. Безручко.
- Син: Ігор Васильович Денисенко (1930—2007) — політв'язень, представник післявоєнного українського андеграунда.